# 香港書展年度作家
香港書展年度作家每年由香港貿發局選出，於書展的“文藝廊”展區介紹，籍此普及香港文學，推廣閱讀風氣。首屆年度作家為2010年的劉以鬯。

## 歷屆年度作家
- 2010年 劉以鬯

其作品在「文藝廊」展區展出，以及黃國兆改編自小說《酒徒》至電影作品時的心路歷程及劇照結集,亦有相關題材之座談會。 
- 2011年 西西

區內展出她親手縫製的猿猴布偶、手縫熊、手稿及獎座。
- 2012年 也斯

特設「人文對話」展區，搜羅也斯的詩、攝影作品、書評、劇評、畫評和生活隨想等，展現他對香港本土文化的細味。展區同時展示他與多名攝影家、藝術家及設計師的跨媒體創作，以攝影、插畫、現代舞、時裝設計、裝置藝術等各類型的視覺藝術，呈現人文對話對共同創作的無限可能。
- 2013年 陳冠中

以“我這一代香港人”為題，展示了陳冠中的珍貴手稿，劇本創作。
- 2014年 董啟章

- 2015年 李歐梵

- 2016年：無

- 2017年：無

- 2018年：張愛玲、徐速、林燕妮、亦舒、依達、深雪、林詠琛、鄭梓靈、天航及Middle。

以「愛情文學」為年度主題，在文藝廊設有「文間有情」展覽，展示十位年度作家的手稿、書籍、簡介等等。
- 2019年：黃易、杜漸、倪匡、李偉才、梁科慶、譚劍、徐焯賢、陳浩基及厲河。

以「科幻及推理文學」為主題，介紹香港九位著名科幻及推理小說作家，並在文藝廊特設「文遊四度空間」展覽。
- 2020年：無

- 2021年：阿濃、鄭國江、李焯芬、蔡元雲、胡燕青、羅乃萱、陳美齡、沈祖堯、素黑及陳塵。

年度主題為「心靈勵志」，「文藝廊」將設有「從心『書』發」展區，展出他們的精選書目、書法作品、絕版精品、手稿，以至絕少曝光的讀者來信等。
- 2023年：阿濃、周蜜蜜、韋婭、孫慧玲、梁望峯、潘明珠、潘金英、君比及何紫

年度主題為「兒童及青少年文學」，「文藝廊」將設有「兒童及青少年文學推薦作家」及「嶺南瑰寶．絢麗探索」兩大展區。

## 相關
- 香港書展 香港書展官方網站 （页面存档备份，存于）
- 文藝廊